# Venesmes
Venesmes est une commune française située dans le département du Cher en région Centre-Val de Loire.

## Géographie

### Climat
Pour des articles plus généraux, voir Climat du Centre-Val de Loire et Climat du Cher.
En 2010, le climat de la commune est de type climat océanique dégradé des plaines du Centre et du Nord, selon une étude du CNRS s'appuyant sur une série de données couvrant la période 1971-2000. En 2020, Météo-France publie une typologie des climats de la France métropolitaine dans laquelle la commune est exposée à un climat océanique altéré et est dans une zone de transition entre les régions climatiques « Centre et contreforts nord du Massif Central » et « Ouest et nord-ouest du Massif Central ». 
Pour la période 1971-2000, la température annuelle moyenne est de 11,8 °C, avec une amplitude thermique annuelle de 15,8 °C. Le cumul annuel moyen de précipitations est de 734 mm, avec 10,5 jours de précipitations en janvier et 7,2 jours en juillet. Pour la période 1991-2020, la température moyenne annuelle observée sur la station météorologique la plus proche, située sur la commune de Lignières à 14 km à vol d'oiseau, est de 12,2 °C et le cumul annuel moyen de précipitations est de 774,6 mm,. Pour l'avenir, les paramètres climatiques de la commune estimés pour 2050 selon différents scénarios d'émission de gaz à effet de serre sont consultables sur un site dédié publié par Météo-France en novembre 2022.

## Urbanisme

### Typologie
Au 1er janvier 2024, Venesmes est catégorisée commune rurale à habitat dispersé, selon la nouvelle grille communale de densité à 7 niveaux définie par l'Insee en 2022.
Elle est située hors unité urbaine. Par ailleurs la commune fait partie de l'aire d'attraction de Bourges, dont elle est une commune de la couronne,. Cette aire, qui regroupe 111 communes, est catégorisée dans les aires de 50 000 à moins de 200 000 habitants,.

### Occupation des sols
L'occupation des sols de la commune, telle qu'elle ressort de la base de données européenne d’occupation biophysique des sols Corine Land Cover (CLC), est marquée par l'importance des territoires agricoles (78,4 % en 2018), une proportion identique à celle de 1990 (78,4 %). La répartition détaillée en 2018 est la suivante : 
terres arables (67,3 %), forêts (20,4 %), zones agricoles hétérogènes (5,8 %), prairies (5,3 %), zones urbanisées (1,2 %).
L'évolution de l’occupation des sols de la commune et de ses infrastructures peut être observée sur les différentes représentations cartographiques du territoire : la carte de Cassini (XVIIIe siècle), la carte d'état-major (1820-1866) et les cartes ou photos aériennes de l'IGN pour la période actuelle (1950 à aujourd'hui).

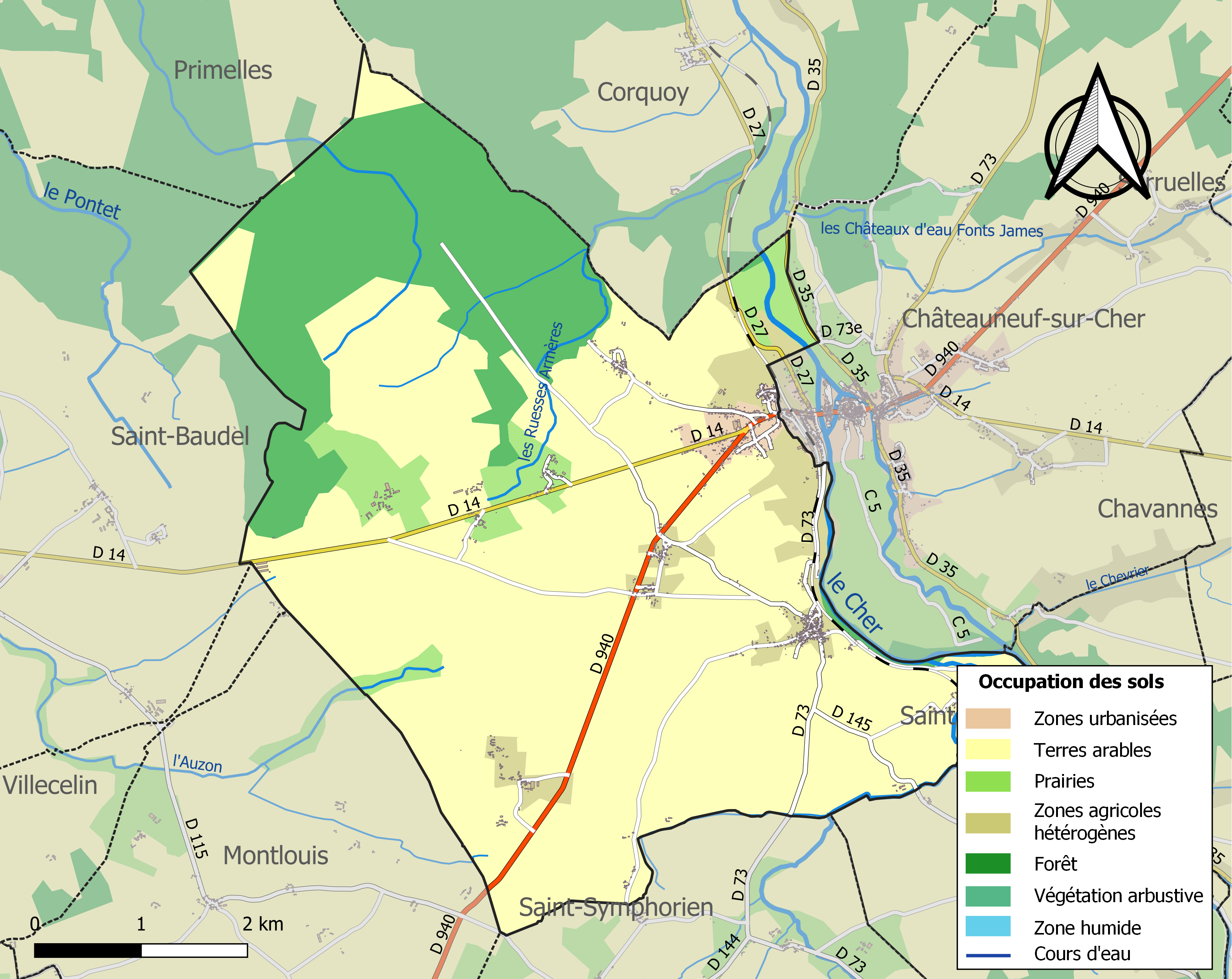
Carte des infrastructures et de l'occupation des sols de la commune en 2018 (CLC).

### Risques majeurs
Le territoire de la commune de Venesmes est vulnérable à différents aléas naturels : météorologiques (tempête, orage, neige, grand froid, canicule ou sécheresse), inondations, mouvements de terrains et séisme (sismicité faible). Il est également exposé à deux risques technologiques,  le transport de matières dangereuses et la rupture d'un barrage. Un site publié par le BRGM permet d'évaluer simplement et rapidement les risques d'un bien localisé soit par son adresse soit par le numéro de sa parcelle.

#### Risques naturels
Certaines parties du territoire communal sont susceptibles d’être affectées par le risque d’inondation par débordement de cours d'eau, notamment le Cher et le Trian. La commune a été reconnue en état de catastrophe naturelle au titre des dommages causés par les inondations et coulées de boue survenues en 1982, 1988, 1999 et 2016,.

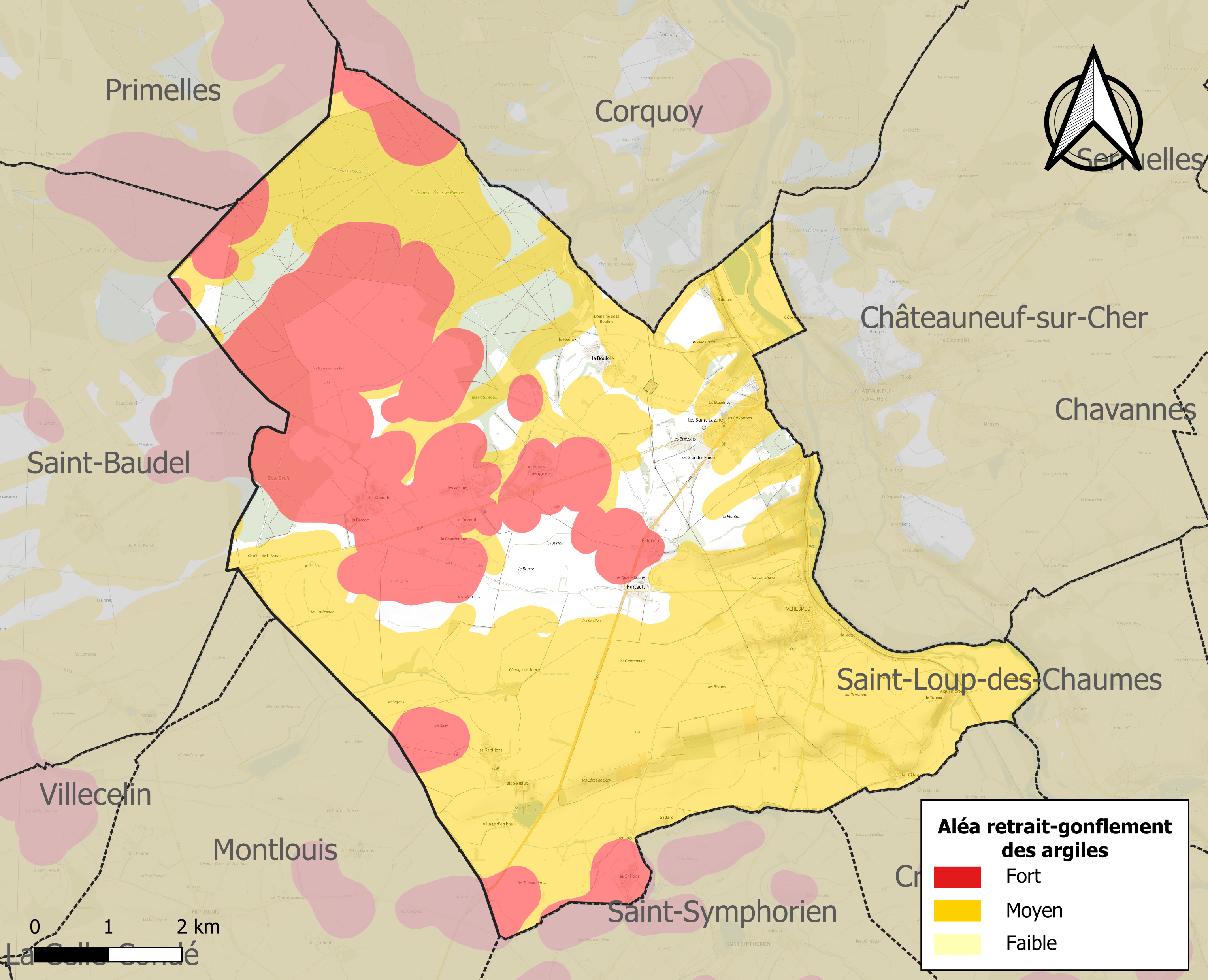
Carte des zones d'aléa retrait-gonflement des sols argileux de Venesmes.

La commune est vulnérable au risque de mouvements de terrains constitué principalement du retrait-gonflement des sols argileux. Cet aléa est susceptible d'engendrer des dommages importants aux bâtiments en cas d’alternance de périodes de sécheresse et de pluie. 86,1 % de la superficie communale est en aléa moyen ou fort (90 % au niveau départemental et 48,5 % au niveau national). Sur les 511 bâtiments dénombrés sur la commune en 2019, 397 sont en aléa moyen ou fort, soit 78 %, à comparer aux 83 % au niveau départemental et 54 % au niveau national. Une cartographie de l'exposition du territoire national au retrait gonflement des sols argileux est disponible sur le site du BRGM,.
Concernant les mouvements de terrains, la commune a été reconnue en état de catastrophe naturelle au titre des dommages causés par la sécheresse en 1989, 2018 et 2019 et par des mouvements de terrain en 1999.

#### Risques technologiques
Le risque de transport de matières dangereuses sur la commune est lié à sa traversée par des infrastructures routières ou ferroviaires importantes ou la présence d'une canalisation de transport d'hydrocarbures. Un accident se produisant sur de telles infrastructures est en effet susceptible d’avoir des effets graves au bâti ou aux personnes jusqu’à 350 m, selon la nature du matériau transporté. Des dispositions d’urbanisme peuvent être préconisées en conséquence.
La commune est en outre située en aval du barrage de Rochebut, de classe A et faisant l'objet d'un PPI. À ce titre elle est susceptible d’être touchée par l’onde de submersion consécutive à la rupture de cet ouvrage.

## Histoire

### Ancien Régime
La communauté de Venesmes est en crise démographique au début du XVIIIe siècle, puisqu’elle passe de 107 feux en 1709 à 100 en 1726. L’hiver de 1709-1710 notamment cause de nombreuses pertes, ainsi que la grande canicule de 1719 (qui tua beaucoup par dysenterie).
Le 5 août 1763, la petite cloche de l'église de Venesmes est bénie "sous l'invocation de la Très Sainte Vierge" et nommée Marie. Son parrain fut Gilbert Billon, syndic et sa marraine fut Marie Barbe Terrasse du Peyroux (dont le nom figure sur la cloche) et qui fut représentée par Marie Pitaud, femme de Nicolas Plasson, fabricien.
Le 3 mai 1769, la seconde cloche de l'église de Venesmes est bénie Charles Jean Gaudin, curé de Venesmes sous l'invocation de Saint-Nicolas. Le parrain est très haut et très puissant seigneur Dominique Antoine Nicolas Gallucio, baron de l'Hopistal, colonel d'infanterie, chevalier de l'ordre royal, militaire et hospitalier de Notre-Dame du Mont-Carmel et de Saint-Lazare, "ci-devant premier gentilhomme de la chambre de sa majesté polonnoise Stanislas duc de Lorraine et de Bar". La marraine est très haute et très puissante dame madame Charlotte Elisabeth Gallucio de l'Hospital épouse de très haut et très puissant seigneur messire François Martin des Montiers, vicomte de Merinville, lieutenant général des armées du roi. Claude Compaing, curé de Châteauneuf-sur-Cher est témoin.

## Politique et administration

### Maires de la Révolution à nos jours
| Nom                | Début | Fin  | Nom                           | Début | Fin                                       |
| Pierre Coudreau    | 1792  | 1793 | Joseph Perriot                | 1908  | 1912                                      |
| Claude Aury        | 1793  | 1793 | Louis Vannier                 | 1912  | 1919                                      |
| Gilbert Billon     | 1793  | 1795 | L-C Aupet                     | 1919  | 1925                                      |
| François Mabillat  | 1795  | 1796 | Adolphe Billon                | 1925  | 1929                                      |
| Gilbert Billon (2) | 1796  | 1799 | Vincent Perret                | 1929  | 1934                                      |
| Pierre Terrasse    | 1799  | 1802 | Albert Bernardeau             | 1934  | 1935                                      |
| Antoine Terrasse   | 1802  | 1838 | Adolphe Billon (2)            | 1935  | 1941                                      |
| François Billon    | 1838  | 1847 | Louis Dubois de la Sablonière | 1941  | 1944                                      |
| François Vannier   | 1847  | 1853 | Ernest Aubailly               | 1944  | 1945                                      |
| Pierre Terrasse    | 1853  | 1870 | Ernest Audat                  | 1945  | 1947                                      |
| Gilbert Péquiot    | 1870  | 1876 | Abel Bernardeau               | 1947  | 1953                                      |
| Étienne Bernardeau | 1876  | 1888 | Pierre Mallet                 | 1953  | 1977                                      |
| Pierre Audubert    | 1888  | 1892 | Camille Mabillat (PCF)        | 1977  | 1981                                      |
| Jean Perret        | 1892  | 1896 | Pierre le Taxin               | 1981  | 1983                                      |
| Pierre Vannier     | 1896  | 1900 | Gérard Bedouillat             | 1983  | 1989                                      |
| Jean Perret (2)    | 1900  | 1904 | André Narquin                 | 1989  | 1995                                      |
| François Billon    | 1904  | 1908 | Gérard Bedouillat (DVD)(2)    | 1995  | en cours (réélu pour le mandat 2014-2020) |

## Démographie
L'évolution du nombre d'habitants est connue à travers les recensements de la population effectués dans la commune depuis 1793. Pour les communes de moins de 10 000 habitants, une enquête de recensement portant sur toute la population est réalisée tous les cinq ans, les populations de référence des années intermédiaires étant quant à elles estimées par interpolation ou extrapolation. Pour la commune, le premier recensement exhaustif entrant dans le cadre du nouveau dispositif a été réalisé en 2008.

En 2022, la commune comptait 788 habitants, en évolution de −4,25 % par rapport à 2016 (Cher : −2,48 %, France hors Mayotte : +2,11 %).
| 1793 | 1800 | 1806 | 1821  | 1831  | 1836  | 1841  | 1846  | 1851  |
| ---- | ---- | ---- | ----- | ----- | ----- | ----- | ----- | ----- |
| 890  | 836  | 890  | 1 016 | 1 013 | 1 080 | 1 016 | 1 080 | 1 116 |

| 1856  | 1861  | 1866  | 1872  | 1876  | 1881  | 1886  | 1891  | 1896 |
| ----- | ----- | ----- | ----- | ----- | ----- | ----- | ----- | ---- |
| 1 093 | 1 201 | 1 144 | 1 049 | 1 038 | 1 061 | 1 063 | 1 010 | 932  |

| 1901 | 1906 | 1911 | 1921 | 1926 | 1931 | 1936 | 1946 | 1954 |
| ---- | ---- | ---- | ---- | ---- | ---- | ---- | ---- | ---- |
| 931  | 929  | 895  | 726  | 707  | 696  | 656  | 640  | 807  |

| 1962 | 1968 | 1975 | 1982 | 1990 | 1999 | 2006 | 2008 | 2013 |
| ---- | ---- | ---- | ---- | ---- | ---- | ---- | ---- | ---- |
| 622  | 618  | 689  | 669  | 714  | 739  | 852  | 882  | 856  |

| 2018 | 2022 | - | - | - | - | - | - | - |
| ---- | ---- | - | - | - | - | - | - | - |
| 818  | 788  | - | - | - | - | - | - | - |

## Culture locale et patrimoine

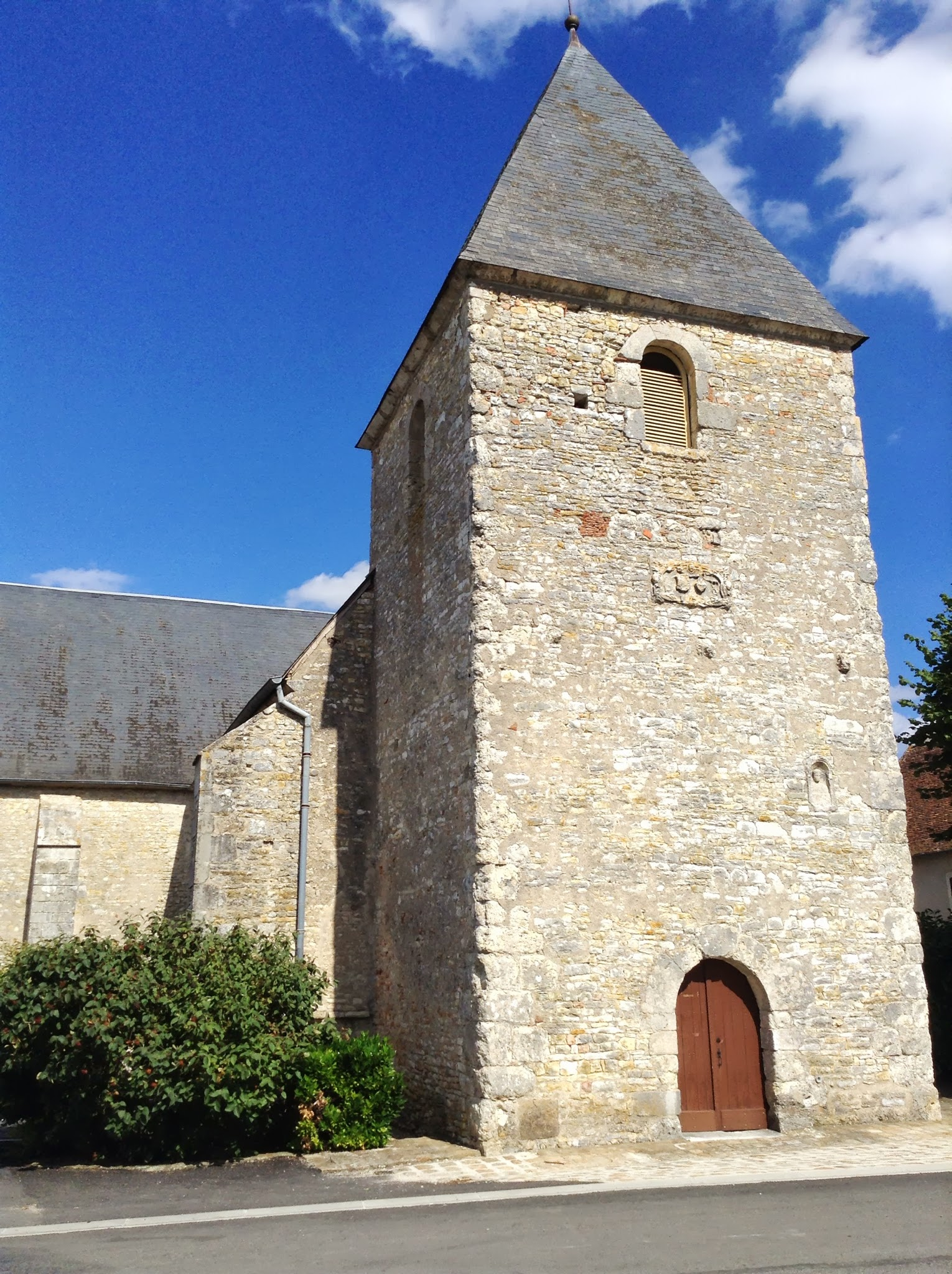
La collégiale Saint-Pierre.

### Lieux et monuments
- L'ancienne collégiale Saint-Pierre.

### Héraldique
| Blason de Venesmes | Les armes de Venesmes se blasonnent ainsi : Coupé : au 1er d'azur au rais d'escarboucle d'or, accosté de deux gerbes de blé du même, au 2e de gueules à la grappe de raisin d'or tigée et feuillée de sinople, à la divise ondée d'argent brochant sur la partition. |